# Nadžupnija Slovenske Konjice
Nadžupnija Slovenske Konjice (latinsko Archparoecia Gonoviensis) je rimskokatoliška teritorialna župnija dekanije Slovenske Konjice, v okviru Bistriško-Konjiškega naddekanata, ki je del Nadškofije Maribor.
Na podlagi apostolskega pisma papeža Pija X. s 1. februarja 1910 ima vsakokratni župnik v Slovenskih Konjicah pravico do naziva arhidiakon.

## Zgodovina
Cerkvena organizacija na sedanjem slovenskem ozemlju je bila dokončno izoblikovana v času oglejskega patriarha Pelegrina I. (1128-1161). V oglejskem delu, južno od Drave, je bilo 14. pražupnij, ki jih lahko, glede na približni čas ustanovitve, razvrstimo:
- 9. stoletje, med madžarskimi vpadi in pred njihovim porazom v bitki pri Lechfeldu: - Šempeter v Savinjski dolini, - Gornji Grad (sv. Mohor), - sv. Martin pri Slovenj Gradcu, Braslovče (Marija vnebovzeta)
- 10. stoletje: - Laško (sv. Martin), - Hoče (sv. Jurij) - Pilštanj (sv. Mihael), - Škale pri Velenju (sv. Jurij), župnijske cerkve ni več
- 11. stoletje: - Slovenske Konjice (sv. Jurij) - Slivnica pri Mariboru (Marija vnebovzeta), - Ponikva (sv. Martin) - Nova Cerkev (Sv. Lenart), - Videm ob Savi (sv. Rupert)
- 12. stoletje: - Rogaška Slatina (sv. Križ).

Že v letih 1085−1096 se je iz očitno preobsežno zasnovane hočke pražupnije izdvojila najprej konjiška pražupnija, vsaj leta 1146 pa še slivniška pražupnija. Vse tri so bile leta 1146 kot pražupnije prvič pisno omenjene v isti, do danes ohranjeni listini oglejskega patriarha Pelegrina I. (1130–1161), ki omenja tudi desetino v teh župnijah (partes decimarum olebium, Scilicet de Covnuwiz et Schliuniz ...).
Konjiška pražupnija je takrat obsegala ozemlje, večje od obsega sedanje Konjiške dekanije, na vzhodu je meja potekala nad Tremi kralji na Pohorju, med Tinjem in Čadramom do potoka Ložnice, med cerkvijo sv. Egidija v Kočnem in Laporjem do Boča. Na jugu po razvodju Dravinje čez Tolsti Vrh, Dolgo Goro, čez Boč nekako do Poljčanskega potoka in do meje z župnijo Ponikva in naprej do ceste, ki poteka iz Dramelj v Žičko Kartuzijo.
Na zahodu je meja potekala pod Črešnjicami in nad Frankolovim, na grič sv. Križa, Golek in Bukovo goro in ob Dravinji navzgor do njenega izvira pod Roglo do srede Lazin, ter na severni strani po vrhu Pohorja do Javorskega vrha.
Na območju velike pražupnije je sčasoma nastalo 11 novih župnij (Čadram-Oplotnica, Poljčane, Laporje, Črešnjice, Loče, Prihova, Župnija Zreče, Župnija Kebelj, Gorenje pri Zrečah, Sveti Jernej, Špitalič in kot zadnja leta 1787 še župnija Žiče).
Ker zelo obsežnega ozemlja pod cerkveno in tudi politično oblastjo oglejskih patriarhov (ki so v političnem vidiku ponekod presegali celo salzburške nadškofe) ni bilo mogoče učinkovito pastoralno voditi neposredno s sedeža patriarhata v Vidmu, je bilo ozemlje oglejskega patriarhata že v 11. stoletju razdeljeno na manjše enote in okrožja, ki so se imenovala arhidiakonati. Arhidiakonate so vodili arhidiakoni, kot neposredni patriarhovi zaupniki, poverjenci in namestniki. V 11. stoletju je imel oglejski patriarhat tri arhidiakonate, v 16. stoletju jih je bilo že sedem. Ozemlje konjiške župnije je do leta 1751 spadalo k Savinjskemu arhidiakonatu. Ta je obsegal ozemlje med Savo in Dravo, na Pohorju in v Šaleški dolini ter proti izviru Savinje je mejil na Koroški (podjunski) arhidiakonat, z mejno reko Sotlo pa na zagrebško škofijo. Konjiška župnija je spadala pod patronat oglejskih patriarhov, vendar so odvetništvo nad župnijo (pravice, dohodki in možnost političnega vpliva) izvajali lastniki bližnjega gradu, kar pa ni omejevalo patriarhov, ki so na mesto tukajšnjih župnikov imenovali duhovnike iz svojega kroga, pogosto Italijane in Furlane, ter jim večkrat zaupali tudi naloge savinjskih arhidiakonov. Nasledniki patriarha Bertolda Andeškega so komaj kdaj obiskali svoje slovensko govoreče vernike, temveč so za izvrševanje cerkvenih opravil, za katere je potrebno škofovsko posvečenje, navadno imenovali škofe vikarje, ki so v njihovem imenu obiskovali župnije, opravljali vizitacije, nadzirali duhovništvo in sklicevali sinode, pa tudi birmovali, posvečevali duhovnike, blagoslavljali cerkve, oltarje, zvonove.
Potem, ko so v letih 1418−1420 Benečani zasedli Furlanijo, so se na sedežu patriarhata vrstili možje iz beneških patricijskih rodbin, ki pa skorajda niso več prihajali na slovensko stran. Patriarhat je bil namreč zatem razdeljen na dva dela: zahodni, furlanski del je spadal pod Beneško republiko, vzhodni, slovenski del, pa po izumrtju celjskih knezov in goriških grofov (1456 oziroma 1500), v celoti pod Habsburžane. Patriarhi so bivali na beneškem ozemlju, habsburška oblast pa jim praktično ni več dopuščala dostopa na slovenski del patriarhata. Zadnji, ki je pod patriarhom vizitiral slovenske kraje, je bil patriarhov koadjutor Francesco Barbaro, ki je vizitacijo opravil leta 1593. Celo arhidiakoni so se odtlej v cerkvenih zadevah obračali na apostolskega nuncija na Dunaju, ki je škofovske zadeve poverjal škofom z avstrijskega ozemlja, največkrat so te naloge opravljali škofje iz Pična v Istri. 
Leta 1751 je papež Benedikt XIV., tudi na pritisk dunajskega dvora, oglejski patriarhat ukinil, za ozemlje patriarhata pod habsburško vladavino (tj. za večino slovenskega prostora do reke Drave na severu) pa naslednje leto ustanovil Goriško škofijo, za ozemlje beneške republike v Furlaniji pa Videmsko škofijo.
Konjiška župnija nikoli ni bila del leta 1462 ustanovljene Ljubljanske škofije (podrejene direktno Svetemu sedežu), ki je na tem delu Štajerske obsegala župnije Svibno, župnijo Gornji Grad z vikariati Solčava, Ljubno, Rečica in Mozirje, župnijo Braslovče z vikariati Vransko, sv. Pavel pri Preboldu, Griže in Trbovlje ter župnijo Škale z vikariati sv. Martin pod Šalekom, Šoštanj, Vinska gora in Šentilj pri Velenju.
Med letoma 1704 in 1737 je bila konjiška župnija pod upravo Žičke kartuzije, po razpustitvi le-te pa so o njej ponovno odločali habsburški cesarji, ki so jo leta 1751 povišali v nadžupnijo. Po začasni ukinitvi Goriške nadškofije (1787), po preureditvi škofijskih meja, v času vladanja cesarja Jožefa II., so bile v procesu preoblikovanja, v letih 1787–1789, župnije velikovškega okrožja na Koroškem in celjskega okrožja na Štajerskem, med njimi tudi konjiška nadžupnija, priključene k tedanjim zgolj osmim župnijam Lavantinske škofije.
Ker je sedež škofije še naprej ostal v oddaljenem Šentandražu, so se kmalu nadaljevala prizadevanja za selitev škofijskega sedeža in preoblikovanje škofijskih meja, do česar je prišlo šele v času blaženega škofa Antona Martina Slomška, ki je uspel, da se je lahko 4. septembra 1859 sedež škofije preselil v Maribor in da so se na novo določile meje mariborske, zgolj naslovno še lavantinske škofije.

### Kronološki pregled zgodovinskih dogodkov
- 1146: v pisnih virih je prvič omenjena konjiška nadžupnija (Cuonowiz);[1] [4]
- 1173: prvič je omenjen konjiški župnik Sighard. V tem času je bila domnevno zgrajena sedanja župnijska cerkev sv. Jurija;[5]
- 1369: že pred tem letom je vitez Ortolf Konjiški pozidal kapelo sv. Jakoba (sedanjo stransko ladjo) in jo določil za svoje zadnje počivališče;[23] [24]
- 1482–1509: župnik Valentin Fabri[25] je cerkev, ki je prvotno imela romanski videz (pravokotna stavba z ravnim lesenim stropom) obokal, gotiziral, jo opremil z oporniki in poslikavami, ravno tako je dal prezidati tudi župnišče;[26]
- 1669–1697: župnik Boštjan Glavinić de Glamoč iz Pičenske škofije v Istri[27] je dal v nadžupnijski cerkvi postaviti glavni oltar. Med 1690 in 1697 je bil škof v Senju. Na potovanju na Dunaj skozi Konjice je tu leta 1697 umrl in je pokopan v rožnovenski kapeli;[28]
- 1713: v stranski ladji je bil pod beneficiatom Štefana Jamnika postavljen oltar sv. Križa. O tem priča napis SVB BENEFICIATO STEPHANO JAMNIK ERECTUM 1713;[23]
- 1751: župnija povišana v nadžupnijo;[19][29]
- 1799: pokopališče okoli cerkve so opustili in uredili novo ob nekdanji grajski kapeli, sedanji cerkvi sv. Ane. Ta je bila pod cesarjem Jožefom II. ukinjena, ponovno jo je blagoslovil nadžupnik Jožef Anton pl. Jakomini;[30]
- 1863: nadžupnijska cerkev je dobila križev pot, ki je sedaj v cerkvi sv. Ane. Moderni križev pot, ki je sedaj v ladji, je ob zadnji obnovi cerkve naslikal akademski slikar Leon Koporc iz Ljubljane;[31]
- 1866: slikar Tomaž Fantoni in njegov pomočnik Jakob Brollo (oba iz Humina v Furlaniji) sta cekveno ladjo cerkev preslikala (freske niso ohranjene). Brollo je naslikal tudi podobo Jezusa - dobrega pastirja nad vhodom v župnišče;[32]
- 1869: namesto starega baročnega glavnega oltarja je bil postavljen nov veliki psevdogotski oltar, delo Tomaža Fantonija, ki pa je danes ohranjen le delno;[32][33]
- 1874: streha na rožnovenjski kapeli je v času župnika Franca Mikuša dobila današnjo podobo;[34]
- 1875: novo mašo je obhajal Mihael Napotnik, kmečki sin s Tepanjskega Vrha, poznejši lavantinski knezoškof;[35]
- 1887: Tomaž Fantoni je v baročni kapeli postavil postavil rožnovenski oltar;[36]
- 1910: Papež Pij X. je na prošnjo knezoškofa Napotnika z apostolskim pismom podelil vsakokratnemu konjiškemu nadžupniku naslov arhidiakon. Ob tej priložnosti so v prezbiteriju župnijske cerkve vzidali marmorno ploščo z napisom in kronogramom;[2]

## Sakralni objekti
|  | Register kulturne dediščine 1-03379 |

|  | Register kulturne dediščine 1-03380 |

Na območju župnije stoji še mnogo kapelic, znamenj in križev, med njimi izstopa Nanutova kapela v središču naselja Brdo.

## Drugi objekti
|    | slika                             |                                | kraj / naselje    | oznaka RKD/EID:                   |
| -- | --------------------------------- | ------------------------------ | ----------------- | --------------------------------- |
| 1. |                                   | Župnišče v Slovenskih Konjicah | Slovenske Konjice | Register kulturne dediščine 10232 |
| 2. |                                   | Župnijski dom (zgrajen 2008)   | Slovenske Konjice |                                   |
|    | Register kulturne dediščine 10232 |                                |                   |                                   |

### Župnišče
Konjice v srednjem veku niso bile utrjene. V stiskah so se tržani zatekali v župnišče, katerega obisk omenja tudi Paolo Santonino v svojem popotnem dnevniku s tretjega potovanja, ko je Konjice obiskal kot spremljevalec odposlanca oglejskega patriarha, caorlijskega škofa Pietra Carla leta 1487. Markantna stavba je v južnem traktu še iz 15. stoletja, v kleti so lepi gotski portali. Že pred letom 1500 so jo močno utrdili.
Župnik Marko Gonan, po rodu plemič iz Pazina v Istri, je med 1625–1635 stavbo prezidal in povečal. Nad portalom z zazidano renesančno biforo v nadstropju je na pročelju njegova podoba in grb z napisom.. Poleg srednjeveških sestavin izstopajo poznorenesančne stebriščne arkade na notranjem dvorišču iz leta 1632, številni arhitekturni detajli, štukirani strop iz 1740 v jedilnici, v eni od sob v nadstropju pa poslikani leseni strop iz 1670, z groteskami, drolerijami, karikaturami, živalskimi podobami ...; gre za najstarejši tovrsten spomenik s povsem profano motiviko v Sloveniji. Furlanski slikar Jakob Brollo je leta 1866 naslikal podobo Jezusa, dobrega pastirja nad vhodom v župnišče, ki pa je ohranjena samo v fragmentih.

## Pomembne osebnosti

### Valentin Fabri
V času delovanja tamkajšnjega župnika Valentina Fabrija (1487–1497) so v pravokotni glavni cerkveni ladji nadžupnijske cerkve dotedanji ravni leseni strop nadomestili z rebrastim obokom, notranjimi oporniki in poslikavami v gotskem slogu, tudi sedanje župnišče (»farof«) je po zasnovi iz tega obdobja. Valentin Fabri ima v konjiški cerkvi sv. Jurija svoj nagrobnik. Na plošči je upodobljen, kako leži z glavo na blazini (plošča je sprva ležala na tleh). Opatska palica s fanonom in mitra kažeta njegov položaj pomembnega cerkvenega dostojanstvenika.
Pokojnik je prikazan v pontifikalni obleki, na albi ima dvojno paruzo, ogrnjen je v bogato gotsko kazulo. Ker je bil Valentin Fabri tudi dobrolski prošt, savinjski in podjunski arhidiakon, dvorni kaplan ter konjiški in vuzeniški župnik, ima na vogalih nagrobnika upodobljene štiri grbe: dobrolskega samoroga, oglejskega orla, Svetkovičevo zastavo in svoj osebni grb s kladivom na nakovalu.

### Paolo Santonino
O svojem obisku v Konjicah (Gonabicz), ko se je 11. maja 1485 tu ustavilo odposlanstvo oglejskega patriarha, pod vodstvom škofa vizitatorja Petra Carli iz Caorle, je škofov spremljevalec, laični kancler Paolo Santonino iz Vidma v svoj popotni dnevnik (COBISS) zapisal, da je škofa s spremstvom sprejel tedanji župnik in arhidiakon  obrambnim jarkom in okopom. Navedel je, da je imela tedaj župnija kar petindvajset podružnic, bogata polja in svoje vinograde z izvrstnim pridelkom. Iz njegovega popotnega dnevnika izvemo, da je imel konjiški arhidiakon v župnišču in drugod zaposlenih triinštirideset oseb, od tega devet duhovnikov v župnijski službi. Ni se mogel izogniti niti opisu vseh jedi s katerimi so bili postreženi tako škof kot spremstvo, o večerji 13. maja pa je dodal, da je bila še prijetnejša, saj je gostitelj v župnišču poskrbel za glasbeno spremstvo dveh igralcev na šalmaj ter na večjo in manjšo flavto. Santonino je ponovno obiskal Konjice 27. maja 1485, ko je zapisal, da so pri maši peli izvrstni glasbeniki. Tedaj je škof s spremstvom obiskal tudi Konjiški grad, imel tega dne v Konjicah birmo, ob večerji v župnišču pa so hvalnice in himne prepevali cerkveni pevci pod vodstvom učitelja, med katerimi so bili zelo verjetno tudi učenci. V Konjicah v drugi polovici 15. stoletja v cerkvi ni bilo orgel, saj bi jih Santonino najbrž omenil, kot je to ob obisku Kamnika. Da Konjice niso na seznamu glasbenih teles 16. stoletja, je treba skoraj gotovo pripisati le nepoznavanju ali pa izgubi zgodovinskih virov.

### Anton Brcko
V Nadžupniji je od 1936 do svoje smrti dve leti kot zborovodja in organist deloval primorski skladatelj Anton Brcko (1911–1939).

## Evropska pešpot sv. Martina Tourškega
Iz Zreč in naprej v Žičko kartuzijo vodi Evropska pešpot sv. Martina Tourškega (Via Sancti Martini), ki jo je leta 2005 Svet Evrope razglasil za Veliko evropsko kulturno pot. Dolga je 2500 km (Szombathely-Tours) in povezuje kraje, ki so zaznamovali življenje in čaščenja tega znamenitega svetnika. Sedaj ta pešpot ni več speljana skozi Slovenske Konjice.

## Matične knjige
Konjiški nadžupnijski urad je hranil drugo najstarejšo ohranjeno krstno knjigo v štajerski Sloveniji, ki so jo pisali v letih 1604–1611. S pisanjem je v skladu z navodili tridentinskega koncila v drugem poglavju 24. seje (11. novembra 1564) in Rimskega obrednika začel tedanji konjiški župnik in arhidiakon Gregor Urz. V letih 1759–1771 je bil konjiški nadžupnik Ignac Franc Novak, ki je leta 1770 pričel pisati župnijsko mrliško knjigo.
Župnijske matične knjige so sedaj v digitalizirani obliki dostopne tudi na spletu: Matricula online.si.

## Župnijsko glasilo
Občasno glasilo Nadžupnije Slovenske Konjice se imenuje Jurček.